# 多蘭泉 (亞利桑那州)
多蘭泉（英語：Dolan Springs）是位於美國亞利桑那州莫哈維縣的一個人口普查指定地區。根據2010年美國人口普查，該地共人口500人，而該地的面積約為150.54平方千米。

## 地理
多蘭泉的座標為35°36′57″N 114°15′39″W / 35.61583°N 114.26083°W，而該地最高點為海拔高度1036米（即3400英尺）。